# جوليا لندن
جوليا لندن (بالإنجليزية: Julia London)‏ هي كاتِبة أمريكية، ولدت في 18 مارس 1959 في تكساس في الولايات المتحدة.